# Concrétion

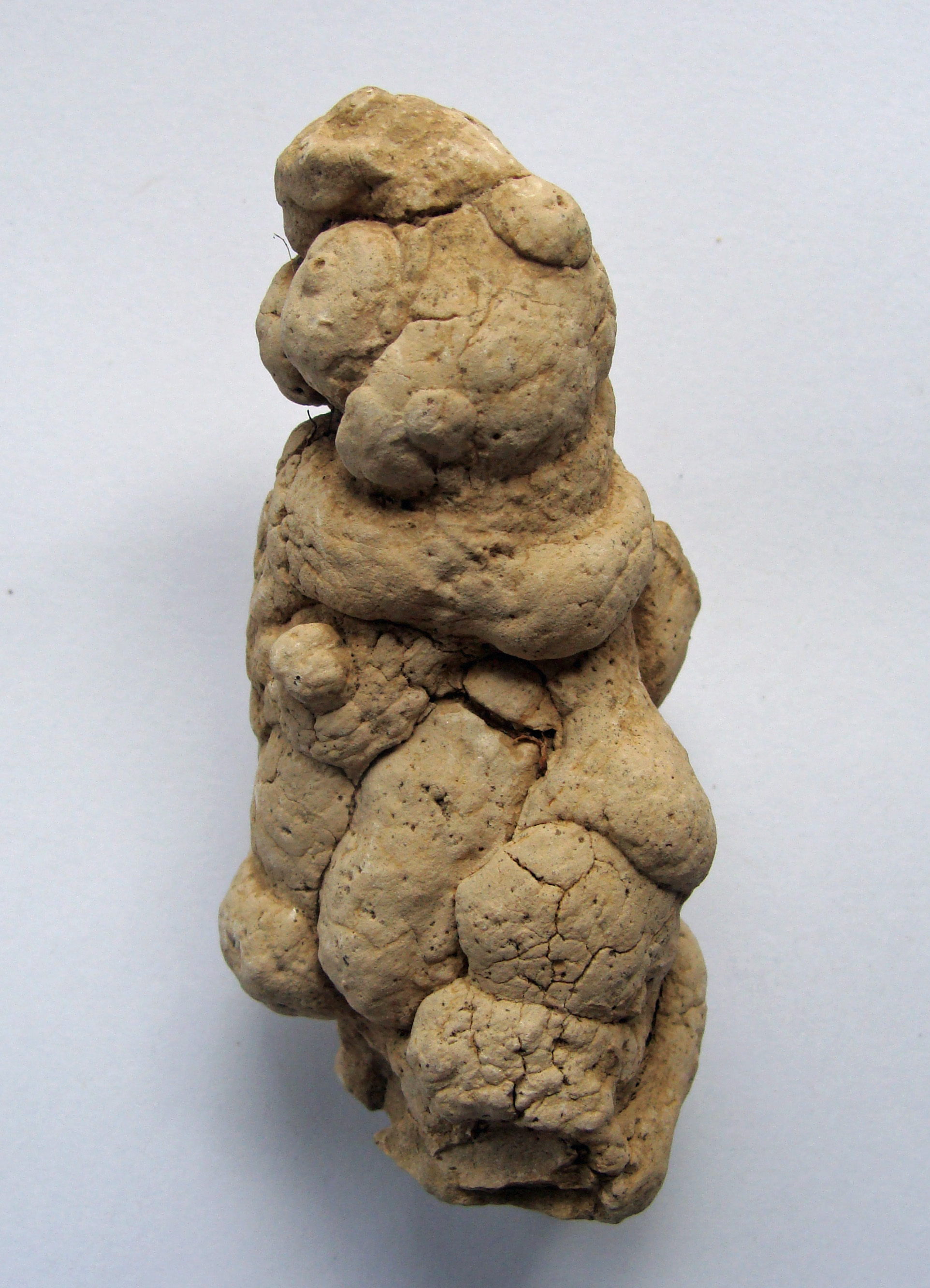
Poupée du lœss : concrétion calcaire dans le lœss (localisation : Geispolsheim).

Une concrétion (du latin concrescere, « devenir solide ») est l'épaississement par accumulation de matière, souvent en couches successives, autour d'un noyau (concrétion globuleuse, nodules) ou sur une surface rocheuse (encroûtements, revêtements), ou à partir d'un point d'écoulement d'eau (concrétions en milieu karstique), d'origine biochimique (par exemple la concrétion algaire) ou chimique (par exemple la concrétion ferrugineuse ou la concrétion calcaire dans les grottes). Le concrétionnement est le processus aboutissant aux concrétions.

## Concrétions en milieu karstique
Les concrétions (stalactites, stalagmites, planchers stalagmitiques, draperies, etc.) au sein d'un massif calcaire se forment par le processus de concrétionnement. L'eau, chargée de dioxyde de carbone par les éléments issus du sol, dissout le calcaire des roches qu'elle traverse et en arrivant au contact de l'air, plus chaud, des cavités elle dépose la calcite transportée. Celle-ci s'accumule pour former des concrétions regroupées sous le nom de spéléothème. Ce sont les mêmes réactions chimiques qui élaborent les galeries, les salles et ces spéléothèmes.
Le processus de la dissolution du calcaire peut s'exprimer de la façon suivante :
CaCO3 → Ca2+ + CO32−
Le processus de la dissolution du dioxyde de carbone dans l'eau donne de l'acide carbonique qui se dissocie en ions bicarbonates et hydrogène :
H2O + CO2 → H2CO3 → H+ + HCO3−
En pH acide, les ions hydrogène attaquent les ions carbonates
H+ + CO32− → HCO3−
Le processus entier se résume ainsi :
CaCO3 + H2O + CO2 → Ca2+ + 2 HCO3−
Lorsque l'eau chargée en ions calcium et bicarbonates atteint la grotte ou pénètre dans un vide karstique, se produit un dégazage de  CO2 dû à une pression partielle en CO2 moindre (par rapport à celle du sol). Sous l'effet de ce changement de pression, et surtout de la baisse de température, la réaction inverse a lieu, à l'origine de la précipitation du carbonate de calcium selon la réaction suivante : 
Ca2+ + 2 HCO3− → CaCO3 + H2O + CO2
C'est le naturaliste Buffon qui décrit le premier le rôle du gaz carbonique dans la formation des concrétions, en réalisant deux excursions aux grottes d'Arcy-sur-Cure mais sa théorie sur la formation des stalactites fait rapidement l'objet de controverses.
Les principales variables de ces réactions sont « la pression partielle en gaz carbonique, l'épaisseur du film d'eau, la température et la concentration en carbonates. Quant au moteur des processus physiques de la cristallisation (formation des cristaux), c'est essentiellement le gradient de gaz carbonique (taux de variation) qui est primordial : il fait intervenir différents mécanismes comme la sursaturation, l'évaporation et la nucléation (apparition de cristaux) avec souvent la présence d'impuretés ».

## Concrétions dans le sol
Il existe de nombreuses concrétions dans le sol : calcaire (poupée de lœss), le plus souvent calcaire mais parfois ferrugineuse (pisolite (en), oolithe).

Dans le sable siliceux de la forêt de Fontainebleau, des concrétions gréseuses aux formes étranges, appelées gogottes, peuvent se former.

## Galerie

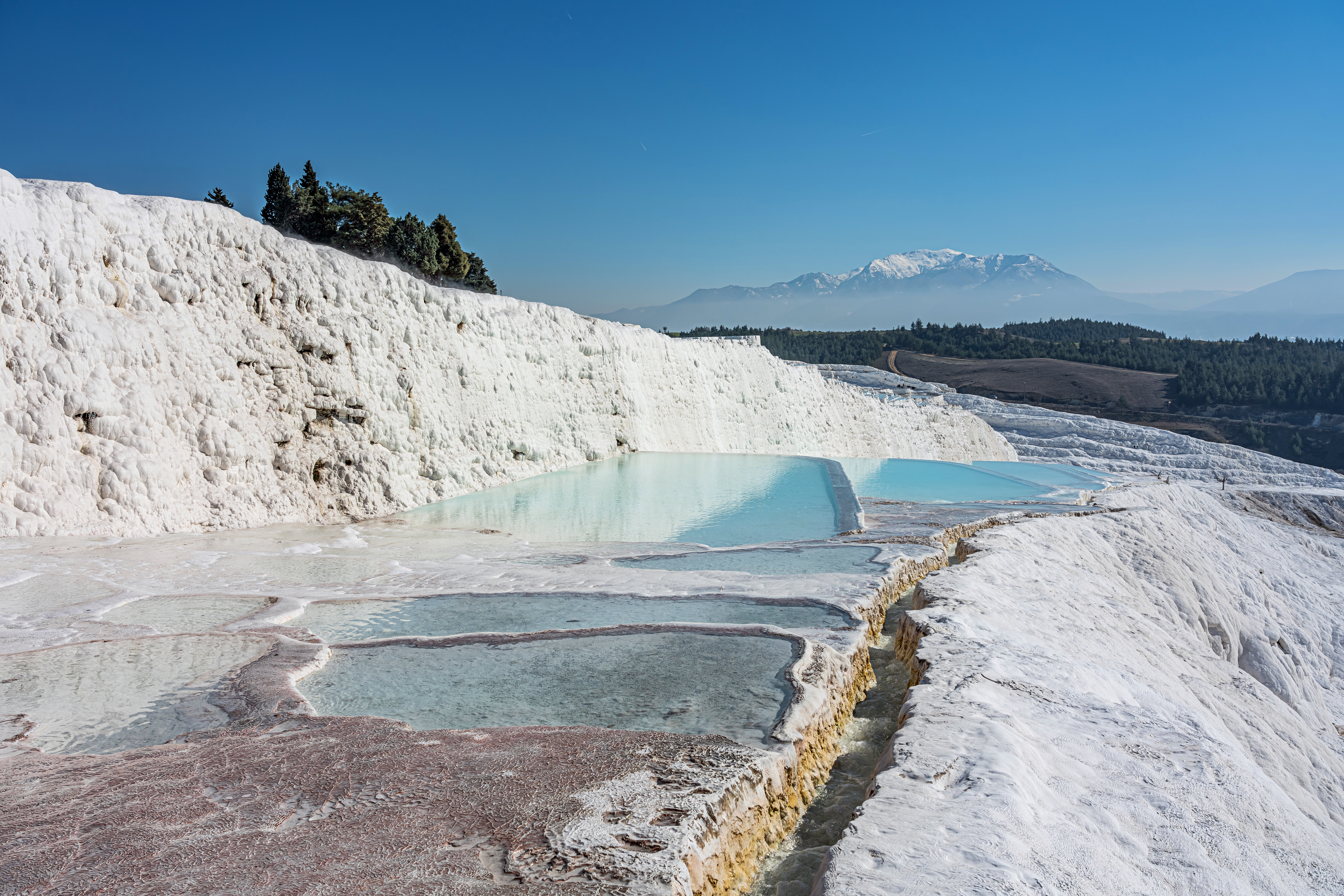
Bassin naturel de la source de Pamukkale, Turquie.
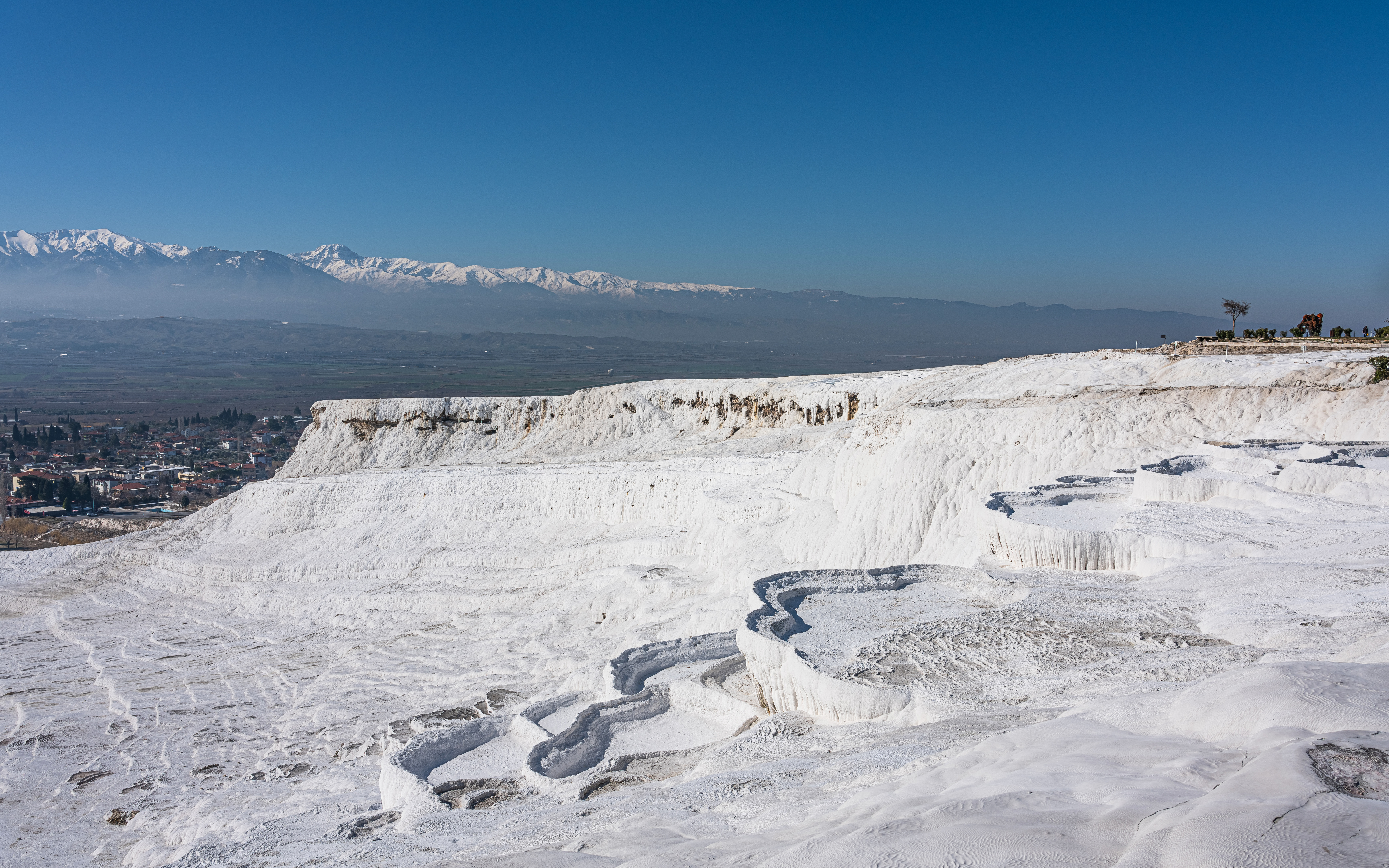
Concrétions du site de Pamukkale, Turquie.
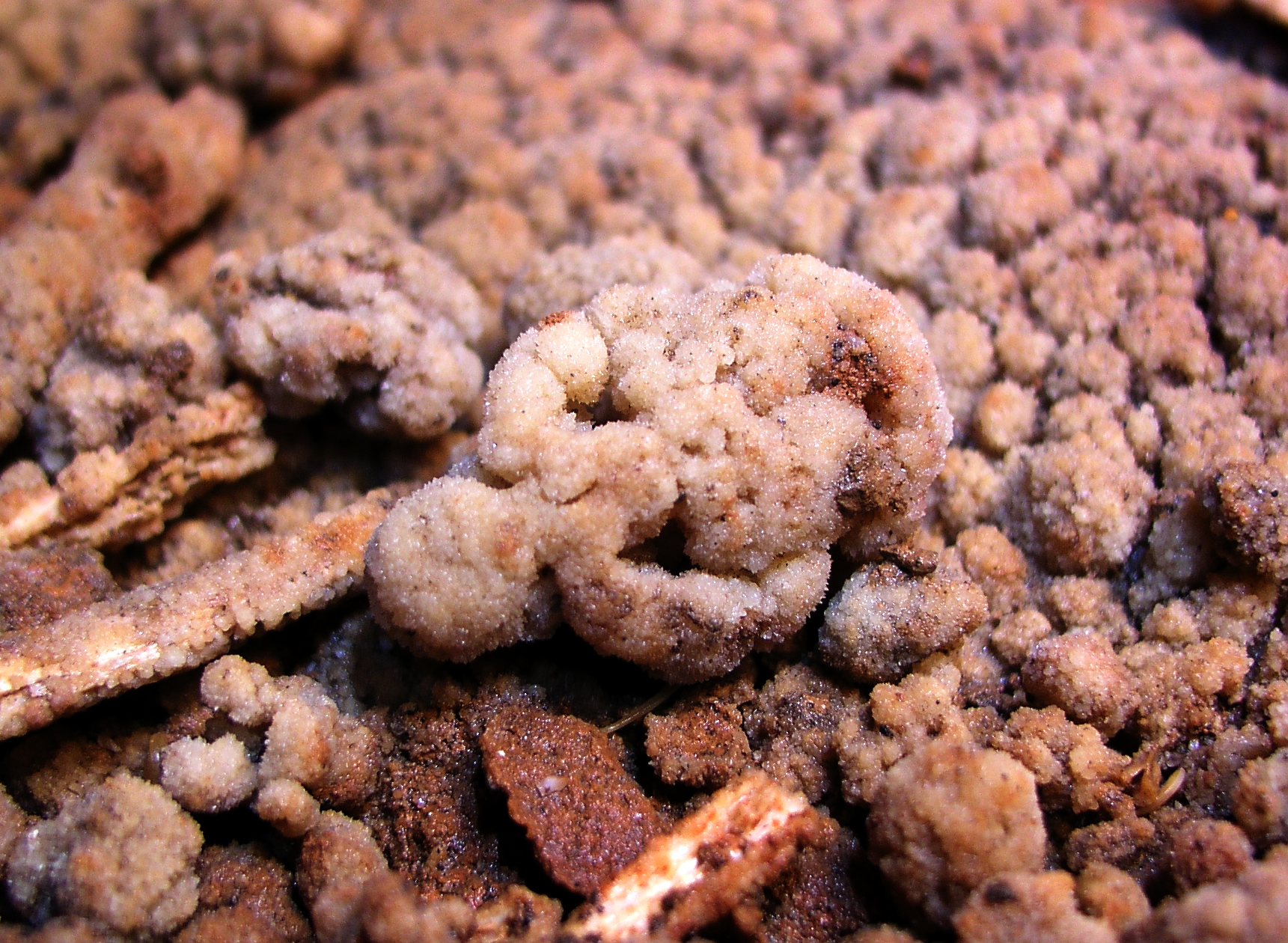
Crâne de rongeur concrétionné au fond d'un gour de l'aven de Puech Agut, Saint-Maurice-Navacelles, Hérault, France.
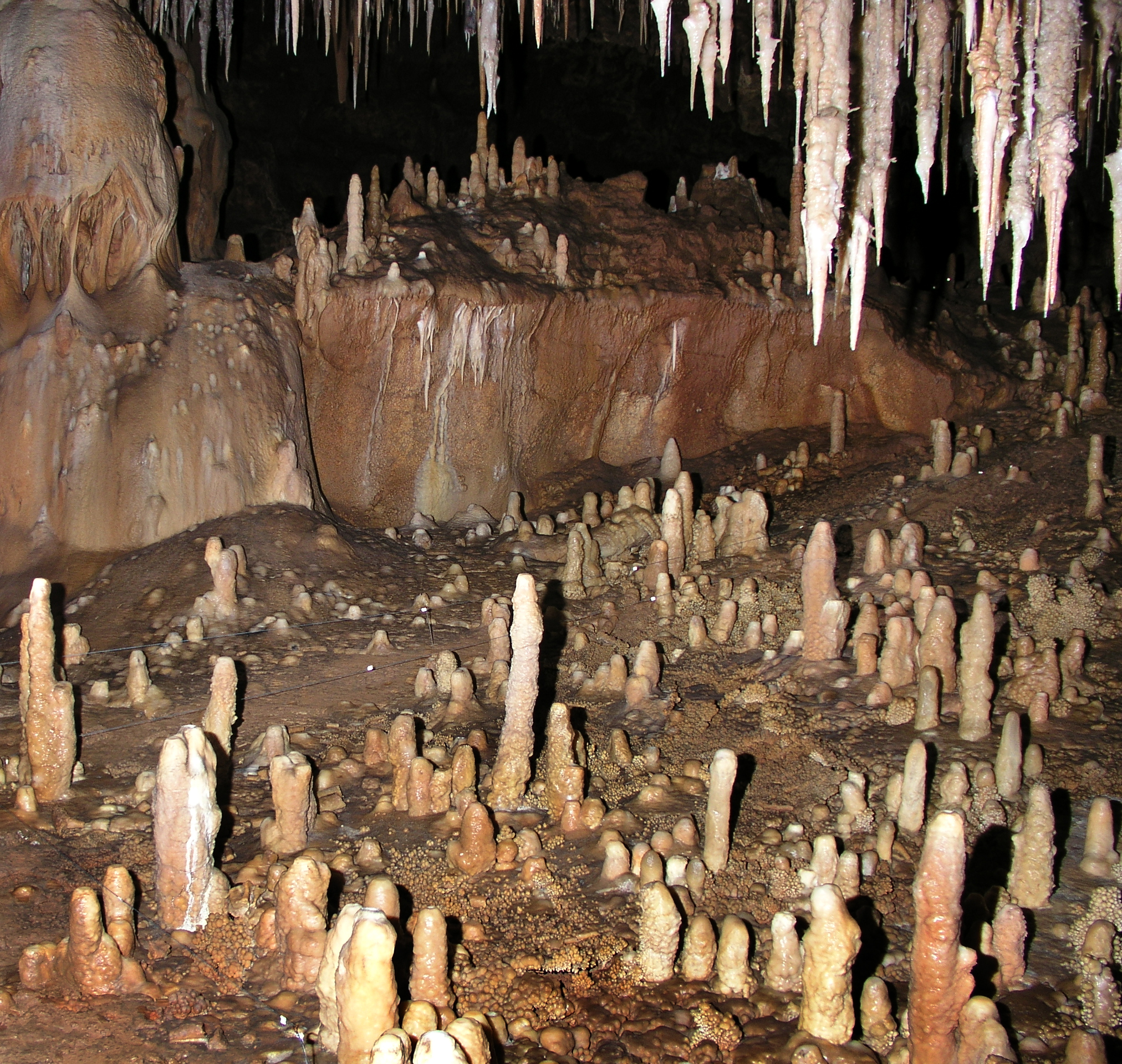
Concrétions stalagmitiques dans l'aven de Noël, Bidon, Ardèche, France.
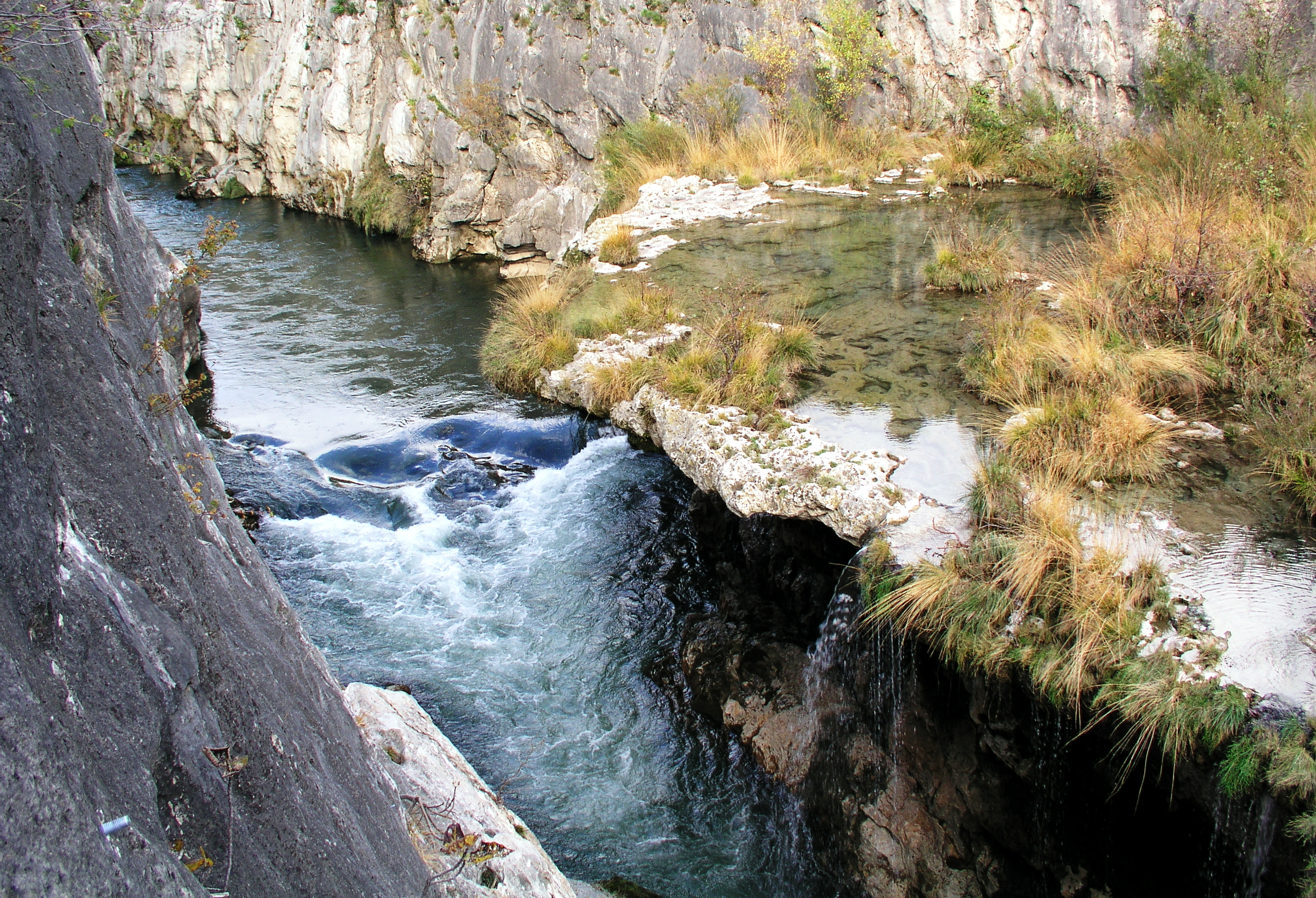
Tufs de Font chaude se développant au-dessus de l'Hérault, Saint-Guilhem-le-Désert, Hérault, France.
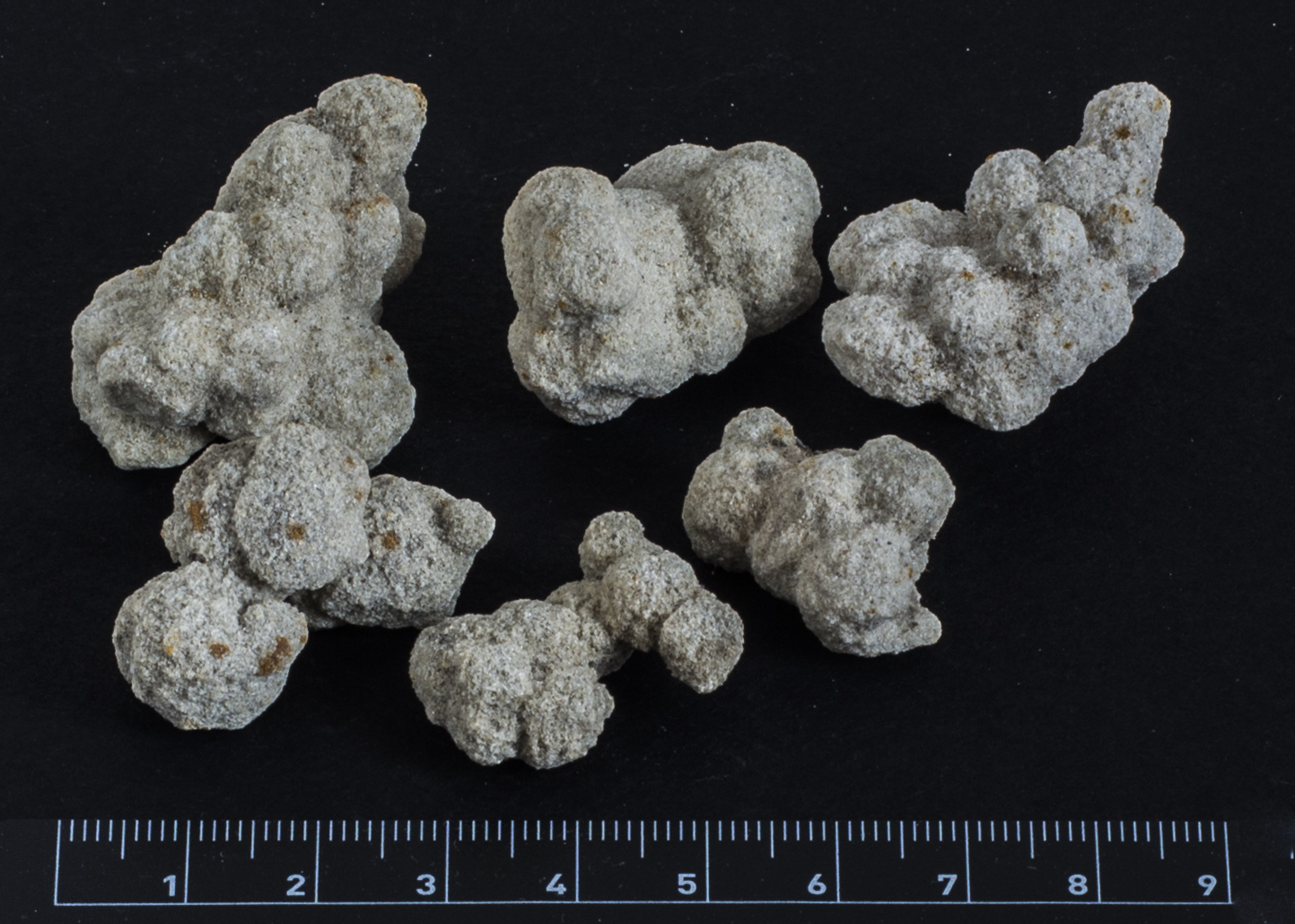
Gogottes, concrétions gréseuses de sable siliceux de la forêt de Fontainebleau, France.